# Hermannplatz

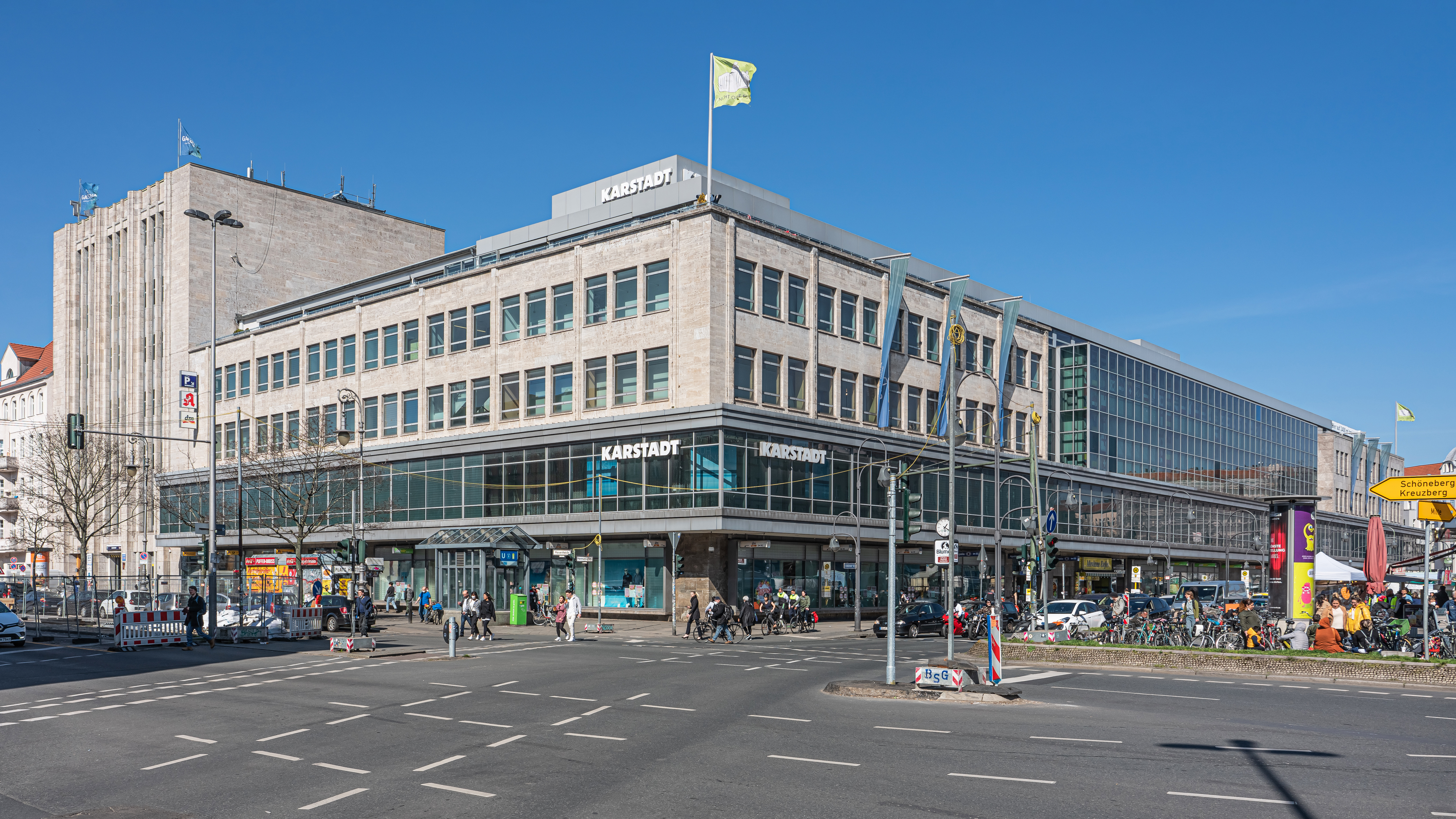
Varuhuset Karstadt på Hermannplatz

Hermannplatz är ett torg i norra delen av stadsdelen Neukölln i Berlin. Torget ligger precis på gränsen till stadsdelen Kreuzberg och kallas ibland för "Porten till Neukölln". Platsen bär namnet sedan 1885, officiellt efter cheruskerhövdingen Arminius (tyska: Hermann), känd som germanernas ledare i det framgångsrika slaget i Teutoburgerskogen år 9 e.Kr. där tre romerska legioner dödades. Namnet på torget och de närbelägna Hermannstrasse och Boddinstrasse har även satts i samband med den dåvarande borgmästaren i Rixdorf Hermann Boddin som satte sin prägel på uppbyggnaden av stadsdelen.
Under torget ligger tunnelbanestationen med samma namn, med linjerna U7 och U8. Stationen är en av de mest trafikerade i tunnelbanenätet.

## Historia
Hermannplatz är till skillnad från många andra torg i Berlin inte ursprungligen centrum i en äldre by som utvecklats till en stadsdel i Berlin, utan har uppstått som trafikknutpunkt mellan de två vägkorsningarna i torgets norra och södra ände. Ursprungligen var torget en del av den stora landsvägen söderut från Berlin över Rixdorf och Mittenwalde i riktning mot Dresden. 

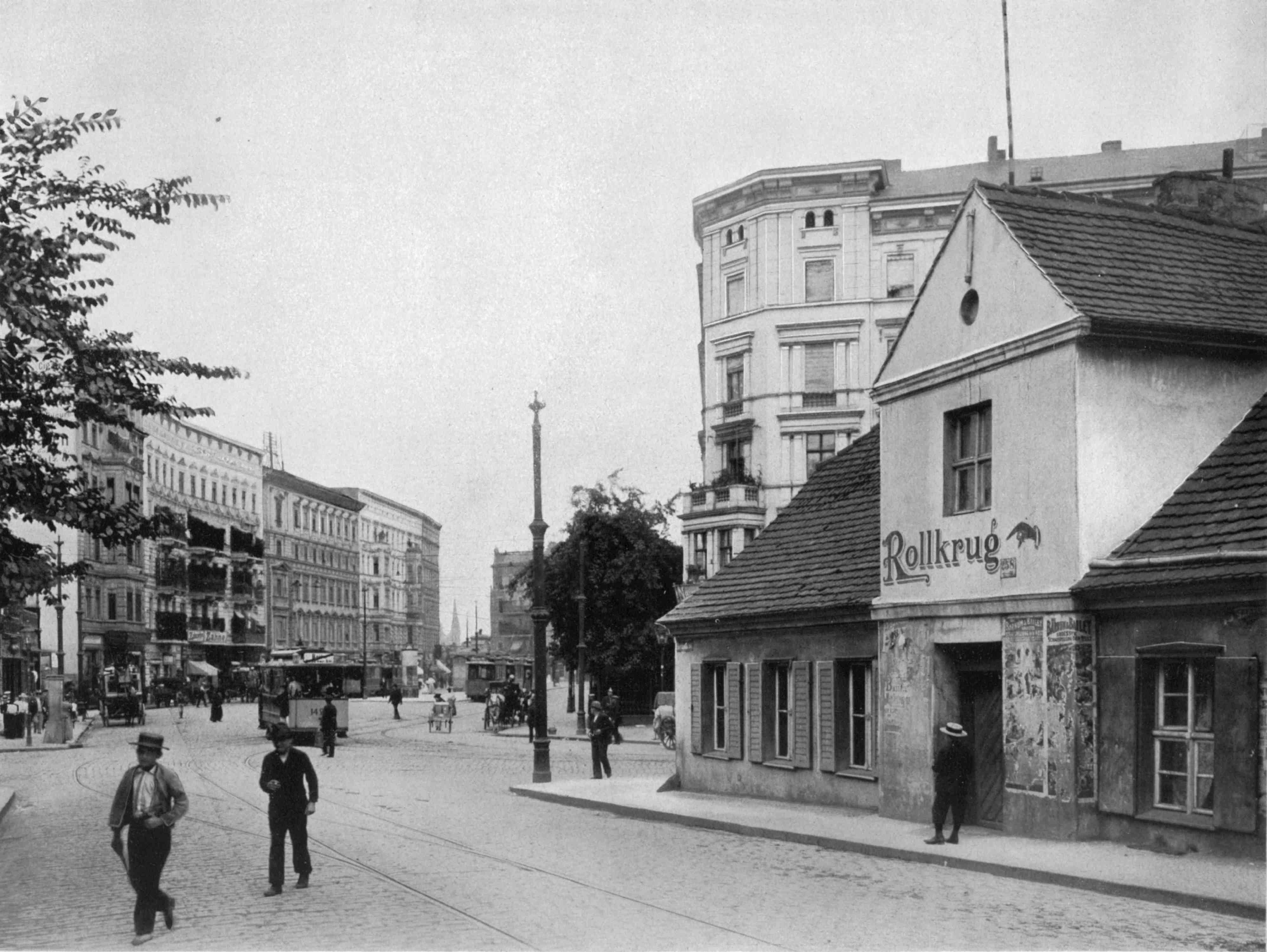
Värdshuset Rollkrug omkring år 1900.

Redan när dåvarande Richardsdorf, den by som senare blev Rixdorf och kärnan i den moderna stadsdelen Neukölln, 1543 förvärvades av staden Cölln, fanns ett gästgiveri på Hermannplatz södra sida. Här fanns möjlighet för resande att byta hästar för resan. Omkring 1737 uppfördes värdshuset Rollkrug, uppkallat efter Rollberg-höjderna i närheten. Under lång tid var detta den enda byggnaden på platsen. Vid Rollkrug låg fram till 1874 en tullstation för införsel av varor i Berlin. Först under Berlins snabba expansion under Gründerzeit i slutet av 1800-talet bebyggdes de omkringliggande kvarteren och Rollkrug framstod som ett ålderdomligt undantag i den i övrigt enhetliga stadsbilden. 
Rixdorf utvecklades under slutet av 1800-talet till en förort till Berlin och utvecklades till ett nöjeskvarter. Även värdshuset fick med åren tvivelaktigt rykte. 1885 fick torget sitt nuvarande namn Hermannplatz, istället för det tidigare namnet Platz am Rollkrug. 1907 revs Rollkrug och på platsen uppfördes en butiksbyggnad kallad "Neuer Rollkrug", om vilket en inskription över porten fortfarande påminner. Byggnaden är sedan 1988 kulturminnesmärkt. 
Hermannstrasses norra ände vid torget breddades i början av 1900-talet i samband med tunnelbanebygget. Spår av detta syns fortfarande där brandmuren på hörnfastigheten mot Hasenheide vetter direkt mot gatan. Torget uppstod i samband med att gatan breddades med omkring 20 meter, som förberedelse för att det stora Karstadt-varuhuset skulle uppföras 1927 till 1929. Varuhuset ritades av Philipp Schaefer. Huvudbyggnaden var 32 meter hög, med två torn som var ytterligare 24 meter höga och med 15 meter höga ljuskolonner som krönte tornen. Byggnadens vertikala struktur var tydligt influerad av samtida amerikansk höghusarkitektur.

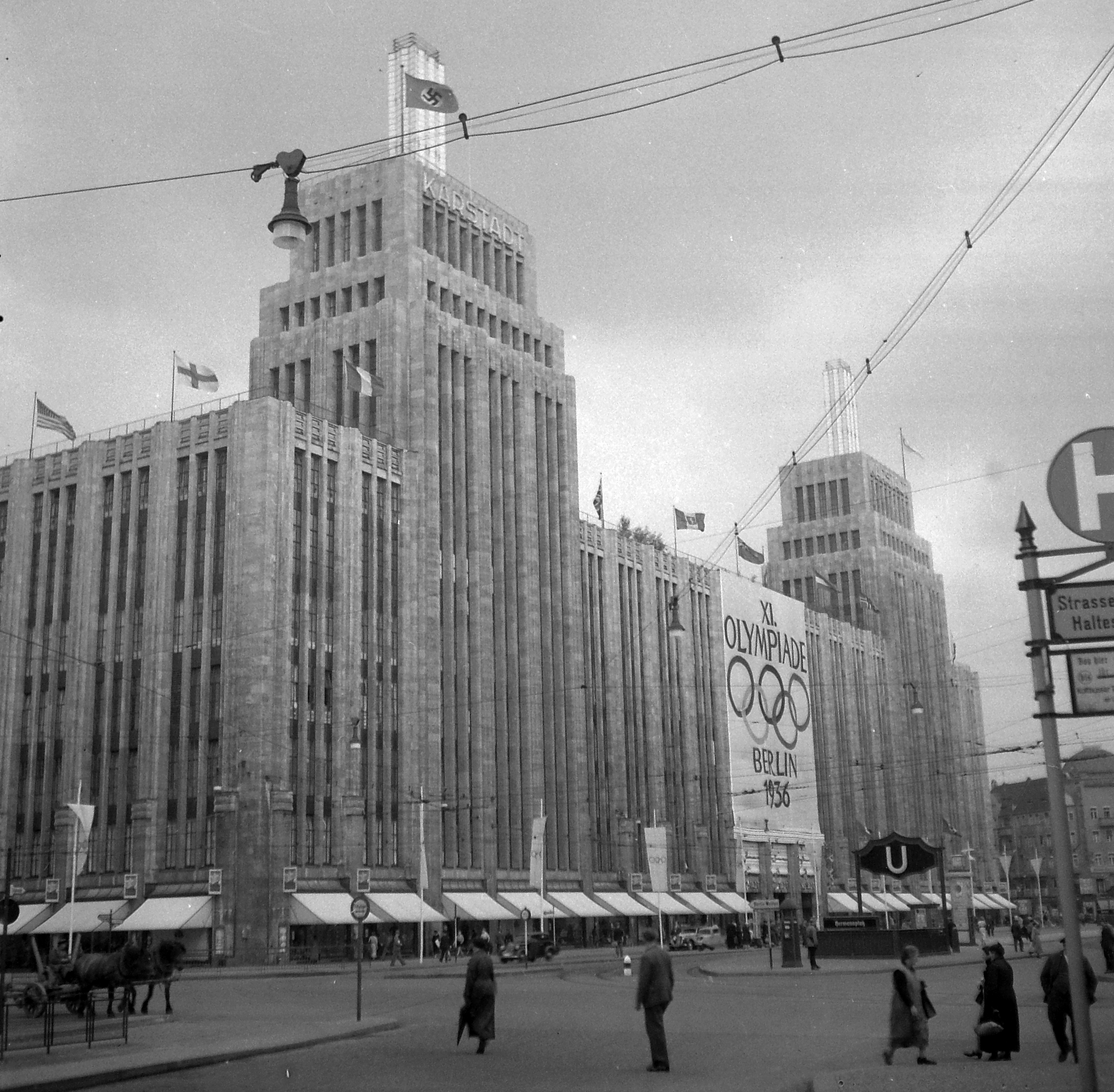
Karstadtvaruhuset i samband med Olympiska sommarspelen 1936 i Berlin.

Karstadtvaruhuset var det modernaste i Europa för sin tid, med nio våningar varav två underjordiska, 72 000 kvadratmeter affärsyta och 24 rulltrappor. Varuhuset var utrustat med 24 personhissar, 13 serveringshissar och åtta lasthissar, med möjlighet att transportera en fullastad lastbil direkt upp till livsmedelsavdelningen på femte våningen. Det var också det första varuhus i Europa som försågs med egen underjordisk ingång till tunnelbanan. De båda ljuskolonnerna användes som navigationshjälp för flygtrafiken på Berlin-Tempelhofs flygplats i närheten. Varuhuset blev en känd attraktion i staden och förutom det stora utbudet av varor lockade även den stora takträdgården många besökare, med plats för utomhuskonserter med 500 sittande åskådare. Musikkapell spelade med utsikt över den omkringliggande staden.
Karstadtvaruhuset överlevde krigets bombningar men träffades av sovjetiskt artilleri under slaget om Berlin 21 april 1945, då den sovjetiska 1:a gardesarmén ryckte in i staden genom Neukölln. I staden bröt till slut den allmänna ordningen samman och varuhuset plundrades. Det sprängdes därefter av SS-trupper, för att förhindra att de förråd som lagrats i källaren skulle falla i sovjetiska händer. Vid sprängningen dödades flera personer.
På kvällen den 25 april beskrev en läkare som arbetade i närheten att "...ett rökmoln gömde de båda 80 meter höga Karstadttornen som höjde sig över kvarteret". På morgonen den 26 april intogs platsen av Röda armén, då "tornen på Karstadtvaruhuset var försvunna och den stora byggnaden stod i brand".
SS-Brigadeführer Gustav Krukenberg som ledde försvaret av Neukölln erhöll tillstånd att dra tillbaka sina trupper till centrala staden.
En mindre byggnadsdel av Karstadtvaruhuset vid gatan Hasenheide överlevde kriget och från slutet av juli 1945 återupptogs försäljningen. 1950 till 1951 uppfördes en ny fyravåningsbyggnad för Karstadtvaruhuset, ritad av Alfred Busse, där den bevarade byggnadsdelen inkorporerades. Karstadtvaruhuset har sedan dess flera gånger byggts om och utvidgats, senast år 2000. I januari 2019 meddelade fastighetsägaren att man avsåg att genomförande en omfattande restaurering och tillbyggnad med utgångspunkt i byggnadens 1920-talsutseende.
Med undantag för byggnaden i hörnet Hermannplats/Sonnenallee överlevde bebyggelsen på torgets östsida kriget. Här uppfördes en envåningsbyggnad som sedermera byggts till med flera våningar upp till de omgivande husens höjd och idag inhyser ett hotell.
Torget behöll sin utformning från 1929 som trafikknutpunkt och spårvagnshållplats fram till 1980-talet, även om spårvägstrafiken i Västberlin lades ned redan i mitten av 1960-talet. I mitten av 1980-talet byggdes torget om så att spåren ersattes av ett centralt torg. 27 april 1985 invigdes det nya torget. Här står skulpturen "Dansande par" av Joachim Schmettau, en av de kritiska realisterna i Berlin. Skulpturen är från börjad utformad för att röra sig omkring den egna axeln en gång per halvtimme men står sedan början av 2000-talet stilla.

## Angränsande gator
- Hasenheide och Urbanstrasse åt nordväst
- Karl-Marx-Strasse och Sonnenallee åt sydost
- Hermannstrasse söderut
- Kottbusser Damm norrut